# Дивјак
Дивјак је насељено место у Босни и Херцеговини у општини Витез. Административно припада Федерацији Босне и Херцеговине, односно њеном Средњобосанском кантону. Према попису становништва из 2013. у насељу је било 1.404 становника, а већинску популацију у насељу чинили су Бошњаци.
Село Дивјак се у званичним статистикама као засебно насеље појављује од 1991. године када је издвојено из насеља Мали Мошуњ.

## Становништво
По последњем службеном попису становништва из 2013. године у насељу Дивјак живело је 1.404 становника, а село је било етнички хомогено са већинском бошњачком популацијом.
| Националност | 2013. | 1991.        | 1981. | 1971. | 1961. |
| Бошњаци      | —     | 715 (65,66%) | —     | —     | —     |
| Хрвати       | —     | 271 (24,89%) | —     | —     | —     |
| Срби         | —     | 59 (5,41%)   | —     | —     | —     |
| Југословени  | —     | 28 (2,57%)   | —     | —     | —     |
| остали       | —     | 16 (1,46%)   | —     | —     | —     |
| Укупно       | 1.404 | 1.089        | —     | —     | —     |